# 约瑟夫·约阿希姆
约瑟夫·约阿希姆（德語：Joseph Joachim，1831年6月28日—1907年8月15日），匈牙利写法为约阿希姆·约瑟夫（Joachim József），匈牙利小提琴演奏家、作曲家、指挥家和音乐教育家，德国小提琴学派在19世纪后半期的领袖人物。

## 生平歷略

### 早年
约阿希姆出生于现属于奥地利的基策，父母是匈牙利犹太人，1833年随全家移居佩斯，幼年时即跟从Stanislaus Serwaczynski（其后成为亨里克·维尼亚夫斯基的老师）学习小提琴。1839年赴维也纳学习音乐。不久，随堂姐芳妮·维特根斯坦（哲学家路德维希·维特根斯坦的祖母）移居莱比锡，在门德尔松的指导下学习小提琴演奏。1844年，在伦敦非常成功地演出了贝多芬的小提琴协奏曲，从此成名。

### 成名后
门德尔松逝世后，约阿希姆留在莱比锡跟随德国小提琴学派大师费迪南德·大卫继续其演奏生涯。1848年，李斯特定居魏玛，发愿要将其建成德国音乐的“雅典”。约阿希姆立即脱离保守气氛浓厚的莱比锡，投奔李斯特。很快，李斯特就召集了一批革新气息浓厚的年轻音乐家。
1852年，约阿希姆又脱离李斯特，移居汉诺威，同罗伯特·舒曼、克拉拉·舒曼和布拉姆斯等人建立了友谊。1863年成婚。1865年，辞去在汉诺威王室中的供职，以抗议王室对一位犹太乐师的种族歧视。
1866年，约阿希姆移居柏林，创建了当时首屈一指的“姚阿幸弦乐四重奏乐团”。1884年同妻子离婚，原因是他怀疑妻子与布拉姆斯的出版商有染，这导致他与布拉姆斯反目。
1869年，姚阿幸於柏林為當時的普魯士王朝建立柏林皇家音樂院（為柏林藝術大學音樂系的前身），伴隨著孟德爾頌門徒以及布拉姆斯好友的名號，成就他成為最有名、地位也最崇高的演奏家，此後的四十年為他所建立的音樂學院努力。
1907年，约阿希姆在柏林去世。

## 音乐创作
约阿希姆早年曾希望朝作曲家方向发展，《哈姆雷特序曲》等作品接近李斯特的风格，而之后的作品则主要为小提琴而作，擅于发挥高超的演奏技巧，并结合匈牙利民族风格。